# Guayas (provincie)
Guayas is een provincie in het zuidwesten van Ecuador. De provincie heeft een oppervlakte van 16.803 km². Naar schatting zijn er 4.267.893 inwoners in 2018.
De hoofdstad van de provincie is Guayaquil. Deze stad huisvest de belangrijkste haven van het land. De Guayas-rivier, die hier uitmondt in de Grote Oceaan, heeft haar naam aan de provincie gegeven.

## Kantons
De provincie is ingedeeld in 25 kantons. Achter elk kanton wordt de hoofdplaats genoemd.

| Nr. | Kanton                   | Inwoners  | Oppervlakte | Hoofdplaats                 | Inwoners  |
| --- | ------------------------ | --------- | ----------- | --------------------------- | --------- |
| 1   | Alfredo Baqueriz Moreno  | 25.526    | 220 km²     | Jujan                       | 6.035     |
| 2   | Balao                    | 25.655    | 420 km²     | Balao                       | 12.850    |
| 3   | Balzar                   | 57.829    | 1.164 km²   | Balzar                      | 32.744    |
| 4   | Colimes                  | 26.251    | 788 km²     | Colimes                     | 7.619     |
| 5   | Marcelino Maridueña      | 13.183    | 180 km²     | Coronel Marcelino Maridueña | 7.796     |
| 6   | Daule                    | 222.446   | 534 km²     | Daule                       | 161.498   |
| 7   | Durán                    | 303.910   | 343 km²     | Durán                       | 295.211   |
| 8   | El Empalme               | 79.767    | 732 km²     | Velasco Ibarra              | 41.778    |
| 9   | El Triunfo               | 60.541    | 471 km²     | El Triunfo                  | 41.042    |
| 10  | General Antonio Elizalde | 11.810    | 153 km²     | Bucay                       | 6.738     |
| 11  | Guayaquil                | 2.746.403 | 4.755 km²   | Guayaquil                   | 2.650.288 |
| 12  | Isidro Ayora             | 14.305    | 471 km²     | Isidro Ayora                | 8.275     |
| 13  | Lomas de Sargentillo     | 22.254    | 67 km²      | Lomas de Sargentillo        | 16.603    |
| 14  | Milagro                  | 195.943   | 403 km²     | Milagro                     | 159.970   |
| 15  | Naranjal                 | 83.691    | 1.686 km²   | Naranjal                    | 39.323    |
| 16  | Naranjito                | 44.169    | 225 km²     | Naranjito                   | 34.664    |
| 17  | Nobol                    | 23.850    | 158 km²     | Nobol                       | 10.010    |
| 18  | Palestina                | 18.019    | 197 km²     | Palestina                   | 10.392    |
| 19  | Pedro Carbo              | 52.177    | 932 km²     | Pedro Carbo                 | 24.882    |
| 20  | Playas                   | 58.768    | 277 km²     | General Villamil            | 48.156    |
| 21  | Salitre                  | 61.060    | 397 km²     | Salitre                     | 13.571    |
| 22  | Samborondón              | 98.540    | 318 km²     | Samborondón                 | 72.425    |
| 23  | San Jacinto de Yaguachi  | 72.699    | 521 km²     | San Jacinto de Yaguachi     | 22.972    |
| 24  | Santa Lucía              | 43.700    | 350 km²     | Santa Lucía                 | 10.924    |
| 25  | Simón Bolívar            | 29.427    | 298 km²     | Símon Bólivar               | 8.696     |

| Detailkaart |
| ----------- |
|             |
| Kantons     |